# Иоаким (Эфтивулис)
Митрополи́т Иоаки́м (греч. Μητροπολίτης Ιωακείμ, в миру Алекса́ндр Евфиву́лис или Эфтиву́лис, греч. Αλέξανδρος Ευθυβούλης; февраль 1855, Мега-Ревма, Османская империя — 10 января 1920, Каршияка, Османская империя) — епископ Константинопольской православной церкви, митрополит Эфесский (1897—1920).

## Биография
Родился в феврале 1855 года в городе Мега-Ревма на Босфоре. Окончил школу при подворье Иерусалимского патриархата на Фанаре, а затем Великую школу нации на Фанаре.
25 декабря 1877 года был рукоположен в сан диакона патриархом Константинопольским Иоакимом II был рукоположен в сан диакона.
В 1878 году окончил Халкинскую богословскую школу, представив диссертацию под названием «О первенстве Папы Римского». Учился в Германии России. Владел греческим, турецким, французским, немецким и русским языками.
28 октября 1878 года он был возведен в сан великого патриаршего архидиакона.
6 января 1883 года он был рукоположен патриархом Константинопольским Иоакимом III в сан священника и стал великим протосинкеллом Константинопольской патриархии.
5 января 1885 года в Патриаршей церкви Святого Георгия на Фанаре он был рукоположен в сан митрополита Филиппопольского (Пловдивского). Хиротонию совершили: митрополит Кизический Никодим, митрополит Анкирский Герасим, митрополит Визийский Константий, митрополит Гревенский Кирилл (Эпириотис), митрополит Деврский Анфим (Пелтекис), митрополит Литицкий Игнатий и митрополит Халепийский Дорофей.
16 декабря 1889 года решением Священного синода Константинопольской православной церкви был избран митрополитом Халкидонским с 9 голосами из 11. Кроме него на эту кафедру претендовали: митрополит Митилинский Константин (1 голос) и митрополит Смирнский Василий (1 голос).
10 мая 1897 года он был избран митрополитом Эфесским.
Скончался 10 января 1920 года в Кордельо, где и был похоронен.